# Kernkraftwerk Darkhovin
Das Kernkraftwerk Darkhovin (persisch نیروگاه هسته‌ای دارخوین, von persisch دارخوین, DMG Dārḫowīn), auch unter dem Namen Kernkraftwerk Estehlal bekannt, ist ein 70 Kilometer südlich von Ahvaz am Karun-Fluss geplantes Kernkraftwerk im Westen der Islamischen Republik Iran. Über die Zahl der geplanten Reaktoren gibt es keine zuverlässigen Angaben.
Vor der Islamischen Revolution im Oktober 1977 hatte Iran einen 2-Milliarden-Dollar-Vertrag mit der französischen Firma Framatome, die heute zum Areva-Konzern gehört, über zwei 910 MW-Druckwasserreaktoren bei Darkhovin unterzeichnet. Die Bauarbeiten begannen im Januar 1979. Nach der Revolution zog sich Frankreich aus dem Projekt zurück und die technischen Komponenten der Anlage wurden nicht an Iran ausgeliefert, sondern für das Kernkraftwerk Gravelines verwendet. Auch während des Iran-Irak-Konfliktes kam es zu Verzögerungen.
Im Jahr 1992 unterzeichnete Iran eine Vereinbarung mit China über zwei 300 MW-Reaktoren am selben Standort, die innerhalb von zehn Jahren fertig sein sollten. Geplant war eine ähnliche Technik wie beim Kernkraftwerk Chashma in Pakistan, das von China gebaut wird.
Unter dem Druck der Vereinigten Staaten zog sich auch China aus dem Projekt zurück.
Das Projekt wurde in der Folgezeit durch Iran selbst weitergeführt, da kein anderes Land bereit war, an der Konstruktion mitzuwirken.  Es wurde ein Reaktor nach dem Vorbild der 40-MW-Forschungsanlage mit schwerem Wasser geplant, die gegenwärtig in Arak gebaut wird (siehe IR-40). Der iranische Kernreaktor soll eine Kapazität von 360 MW haben. Der Baubeginn wurde im Jahr 2008 verkündet, geplant ist der Betriebsbeginn für das Jahr 2016[veraltet].

## Daten der Reaktorblöcke
Im Kernkraftwerk Darkhovin befindet sich ein Kraftwerksblock im Bau.
| Reaktorblock | Reaktortyp         | Netto- leistung | Brutto- leistung | Baubeginn           | Netzsyn- chronisation | Kommer- zieller Betrieb | Abschal- tung       |
| ------------ | ------------------ | --------------- | ---------------- | ------------------- | --------------------- | ----------------------- | ------------------- |
| Darkhovin-1  | Druckwasserreaktor | 330 MW          | 360 MW           | 2008                |                       |                         | –                   |
| Estehlal-1   | Druckwasserreaktor | 280 MW          | 300 MW           | Planung abgebrochen | Planung abgebrochen   | Planung abgebrochen     | Planung abgebrochen |
| Estehlal-2   | Druckwasserreaktor | 280 MW          | 300 MW           | Planung abgebrochen | Planung abgebrochen   | Planung abgebrochen     | Planung abgebrochen |